# Mücka
Mücka (1936–1947 Stockteich; górnołuż. Mikowⓘ) – miejscowość i gmina w Niemczech, w kraju związkowym Saksonia, w okręgu administracyjnym Drezno, w powiecie Görlitz, wchodzi w skład związku gmin Diehsa.